# 陳大道 (萬曆進士)
陳大道（1557年—？），字靖卿，號蘇嶺，湖廣襄陽府光化縣人，民籍，明朝政治人物。

## 生平
萬曆七年（1579年）己卯科湖廣鄉試舉人，萬曆十四年（1586年）登丙戌科進士，都察院观政，十六年二月授河南南陽知縣，二十一年擢授户部主事，二十五年升员外郎，本年升郎中，二十六年丁憂。二十九年補原职，本年升任河南府知府，三十二年升河南按察司副使，三十六年六月升陕西右参政，次年丁忧归。四十年二月起补江西右参政，八月调任四川，四十三年六月升本省按察使，四十四年二月升右布政使，十月轉左布政，四十八年升順天府尹，天啓元年（1621年）二月升通政使司通政使，二年正月升户部右侍郎，三月升本部左侍郎，三年三月累遷至戶部尚書，九月乞休归。

## 家族
曾祖陳彝顯，壽官；祖父陳丘仁，鄉大賓；父陳才，母胡氏，生母丘氏。慈侍下。兄大策（知县）、大猷（庠生）、大忠。弟大策同舉鄉薦，授平利令有廉明聲；姪聯璧，崇禎丙子舉人，仕至汝南道副使。
子光先、杨先、篤先。